# ریشه فیبری

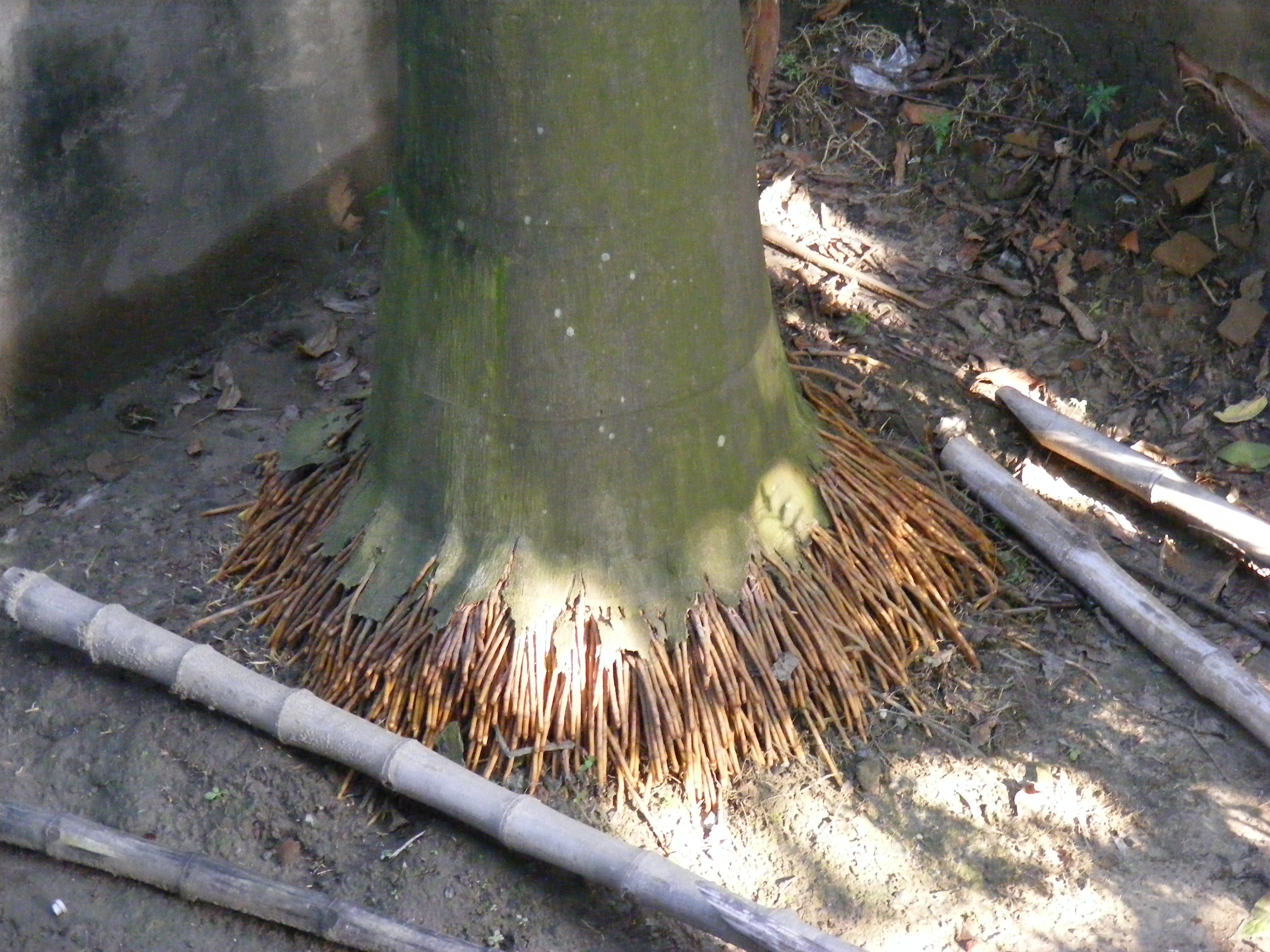
ریشه فیبری بالغ نخل شاهی ،کلکته ،هندوستان

ریشه فیبری (به انگلیسی: Fibrous root system) مقابل ریشه عمودی است. این ریشه معمولاً بوسیله ریشه‌های نازک روییده از ساقه که کاملاً انشعاب یافته‌اند شکل می‌گیرد. ریشه فیبری در گیاهان تک‌لپه‌ای و سرخس‌ها فراگیر است. ریشه فیبری شبیه حصیری است که از ریشه -هنگام رسیدن درخت به بلوغ کامل- ساخته شده است.
بیشتر درخت‌ها در ابتدای زندگی ریشه عمودی دارند، اما بعد از یک یا چند سال ریشهٔ آن‌ها به ریشه فیبری گسترده‌ای تبدیل می‌شود که به طور عمده ریشه افقی سطحی و چند تا ریشه عمودی عمیق و محکم دارند. یک درخت بالغ معمولی با ارتفاع ۳۰ الی ۵۰ متر ریشه فیبری دارد که به طور افقی در تمام جهت‌ها و به نسبت ارتفاع درخت دورتر گسترده می‌شود، اما بیش از ۹۵٪ ریشه‌ها در عمق ۵۰ سانتیمتری خاک هستند.
چند گیاهی که دارای ریشه فیبری هستند عبارتند از:
- درخت نارگیل[۱]
- علف
- پیاز

ریشه فیبری نسبتاً نزدیک به سطح زمین رشد می‌کند. برگ‌هایی که دارای رگه‌های موازی هستند ریشه فیبری دارند.